# 比利亚米耶尔德托莱多
比利亚米耶尔德托莱多，是西班牙卡斯蒂利亚-拉曼恰托莱多省的一个市镇。总面积42平方公里，总人口538人（2001年），人口密度13人/平方公里。